# Гера Чаушева
Гера Пеева Чаушева е българска икономистка и обществена деятелка, участничка в комунистическата съпротива в България по време на Втората световна война и в т. нар. Отечествена война.

## Биография

### Родно място и семейство
Гера Пеева Чаушева е родена на 18 юли 1924 г. в чепинското село Каменица, в семейството на Пею Пеев и Катерина Пеева (Шулева).
Пею Пеев (р. 1885) е първороден син на Тодор и Величка Пееви и е потомък на старинния род Пееви-Калъчеви. Участва в Балканската и в Междусъюзническата война, а избухването на Първата световна война го заварва в САЩ, където работи през 1914 – 1920 г. След завръщането си в Каменица има малък магазин, който е закрит след интернирането му от властите през 1943 г. По време на престоя си в САЩ става член на Американската комунистическа партия, но остава дълбоко религиозен и не участва активно в политическите събития в България до Втората световна война.
Катерина Пеева (р. 1888) е родена в семейството на Тодор и Герга Шулеви. Гера Пеева носи името на своята баба Герга, към която се отнася с голяма любов и уважение.
Пею и Катерина Пееви имат четири деца: Йорданка (омъжена за Александър Малинов), Тодор, Вела и Гера.

### Образование и политическа дейност (1937 – 1943)
Гера Пеева завършва основното училище в родното си село, а през 1937 – 1941 г. учи в девическата гимназия в гр. Пазарджик. През тези години тя живее заедно със своята малко по-голяма сестра Вела Пеева. Много близки и привързани една към друга още от деца, двете сестри споделят едни и същи леви политически убеждения, които предопределят тяхното постъпване в Работническия младежки съюз (РМС) през есента на 1938 г. Като членове на гимназиалното ръководство на РМС те съставят и преписват позиви с комунистическо съдържание, разпространяват забранени от властите книги, участват в нелегални събрания.
През есента на 1941 г. Гера Пеева идва в София заедно със сестра си Вела (студентка в Софийския университет), учи в Пета девическа гимназия и продължава своята ремсова дейност. През есента на 1942 г. Гера Пеева се записва в XII клас на Пазарджишката девическа гимназия, но през пролетта на 1943 г. е изключена, след като в квартирата ѝ са открити инкриминирани книги.

### Партизанка в отряд „Антон Иванов“ и бригада „Чепинец“ (1943 – 1944)
На 27 април 1943 г. Гера Пеева, Вела Пеева, Крум Гинчев, Стоил Гълъбов, Александър Цанов и Димитър Чаушев се присъединяват към партизански отряд „Антон Иванов“.  Получава партизанското име „Анка“, а нейната сестра Вела – „Пенка“. Двете заедно участват във всички военни акции на отряда през лятото и есента на 1943 г. При разделянето на отряда на четири чети около началото на септември 1943 г. Г. Пеева е разпределена в чета „Стефан Божков“ с командир Георги Ванчев. Под ръководството на Никола Чолаков участва в изграждането на зимния лагер на четата в балкана на юг от Батак, наречен „Техеран“ в чест на провелата се по това време Техеранска конференция между Сталин, Чърчил и Рузвелт.
На 15 ноември 1943 г. в лагера пристига заповед партизаните от чепинския край да се обособят в отделна военна единица в рамките на Трета Пазарджишка въстаническа оперативна зона под общото командване на Методи Шаторов. Така Гера Пеева заедно с Вела Пеева, Атанас Семерджиев, Костадин Гяуров, Крум Гинчев (Динамото), Стоил Гълъбов, Атанас Юмерски, Надка Дамянова и Димитър Горостанов се отделят от отряд „Антон Иванов“ и отиват в Чепинското корито, за да поставят началото на чета „Братя Кръстини“. На събрание в началото на декември 1943 г. е избрано ръководство на четата: командир – Атанас Семерджиев (Цветан), политкомисар – Манол Велев (Филип), агитпроп – Вела Пеева, домакин – Никола Божанов.
На 26 март 1944 г. Гера Пеева се разделя завинаги със сестра си Вела, която на другия ден попада в престрелка при с. Лъджене, губи връзка със своите другари и загива в битка с жандармерията в местността Бялата скала под връх Арапчал край с. Каменица. За Гера Пеева това е тежка трагедия, която я преследва цял живот. По-късно тя пише в своите мемоари: „С Вела ме свързваше не просто сестринска обич и привързаност, но и пълна всеотдайност на чувства, душевни вълнения, трепети и революционни пориви. Ние с нея растяхме в такава душевна близост и съзвучие, сякаш във всяка от нас живееше и дишаше другата.“
През лятото на 1944 г. чета „Братя Кръстини“ прераства първо в отряд, а след това и в партизанска бригада „Чепинец“ под командването на Атанас Семерджиев. В рамките на отряда към края на юни – началото на юли 1944 г. е образувана Каменска чета с командир Крум Гинчев и политкомисар Гера Пеева.  Така до началото на септември в балкана излизат 57 партизани от с. Каменица (Яко Й. Молхов, Пею Бозов, Александър Цанов, Иван Ждраков, Георги Златинов, Тодор Папарков, Никола Влахов, Димитър Ямаков, Михаил Ямаков и др.).
На 18 август 1944 г. Гера Пеева участва в т. нар. „Четворна акция“ – едновременното нападение срещу гара Варвара и селата Варвара, Симеоновец и Семчиново, извършено съвместно от части на партизанска бригада „Чепинец“, Партизански отряд „Ангел Кънчев“ и Партизански отряд „Панайот Волов“.
На 4 септември 1944 г. Гера Пеева участва в битката при Милеви скали.

### На фронта (септември-декември 1944)
След установяването на властта на Отечествения фронт на 9 септември 1944 г. и влизането на партизаните от бригада „Чепинец“ в Каменица, Лъджене и Чепино , Гера Пеева се включва като доброволка в първата фаза на т.нар. Отечествена война срещу Германия. Партизанската бригада „Чепинец“ е трансформирана в партизанска гвардейска рота в състава на 27-и чепински полк. В продължение на три месеца Гера Пеева участва в рамките на Страцинско-Кумановска операция в сражения с немската армия край Крива Паланка, Страцин, Куманово, Скопие  Произведена е в офицерски чин подпоручик и е командир на взвод. На 4 ноември 1944 г. проявява особена доблест по време на сражение с врага край с. Четирце на десетина километра северно от гр. Куманово. Така Гера Пеева става първата жена, наградена с офицерски орден „За храброст“ IV клас, I степен.

### На работа в РМС (1944 – 1948)
През август 1944 г. Гера Пеева е приета за член на БРП (к). След завръщането ѝ от фронта, през периода 1945 – 1948 г. заема различни длъжности в апарата на РМС: завеждащ отдел „Агитация и пропаганда“ на Околийския комитет на РМС в гр. Пазарджик, завеждащ отдел „Агитация и пропаганда“ на Околийския комитет на РМС в гр. Пещера и др.

### Семейство. Студентски години в Москва (1948 – 1953)
През 1946 г. Гера Пеева обвързва живота си с Ангел Чаушев от Батак, с когото сключва брак през декември 1948 г. Двамата решават да завършат висше образование в СССР и през 1948 г. заминават за Москва, където Гера Пеева се записва в Московския икономико-статистически институт (дн. Московски държавен университет по икономика, статистика и информатика), а Ангел Чаушев – във Висшия институт за народно стопанство „Г. В. Плеханов“ (Руски икономически университет „Г. В. Плеханов“).
По това време Гера Пеева и Ангел Чаушев са сред инициаторите и организаторите на земляческата група на българските студенти и аспиранти в московските икономически висши учебни заведения. В сбирките на групата участват Гриша Филипов, Кирил Зарев, Георги Караманев, Иван Виденов, Асен Добрев, Груди Желев, Дано Балевски, Богомил Андонов, Вълко Младенов, Ганка Кунина и др. Поддържат контакти и с редица други български студенти в Москва: Яко и Катя Молхови, Янко и Маренка Яневи, Димитър Русинов, Димитър Методиев, Георги Джагаров, Денчо Знеполски, Стефан Василев, Борис Балинов, Гергин Гергинов и др.
Дъщеря им Елена се ражда на 25 юли 1951 г. в Батак, по време на студентската лятна ваканция.

### Професионална дейност
След дипломирането си Гера Пеева се завръща в България през 1953 г. и постъпва на работа в Държавната планова комисия (ДПК). През 1957 г. става ръководител на отдел „Съвместна планова дейност“ при ДПК, а през 1960 г. оглавява отдел „Икономическо и научно-техническо сътрудничество“ при Министерски съвет, където работи до 1971 г. По това време тя участва в координацията на стопанските планове на страните-членки на СИВ.
През 1971 г. Гера Пеева преминава на работа в новосъздадения Научен институт по проблемите на социалистическата икономическа интеграция при Министерски съвет и става негов заместник-директор (1971 – 1976). След трансформацията му в Институт по международни отношения и социалистическа интеграция (ИМОСИ) при Президиума на Българската акдемия на науките тя е заместник-директор и ръководи секция „Съвместна планова дейност“ до пенсионирането си през 1981 г. През този период тя работи съвместно с известните български икономисти Нешо Царевски (директор на института през 1971 – 1989), Жак Аройо, Ангел Димов и др.
Наградена е с орден „Георги Димитров“ (1984).